# Michal (řezenský biskup)
Michal († 23. září 972) byl v pořadí 12. řezenský biskup úřadující v letech 942–972.
V době svého jmenování řezenským biskupem byl Michal generálním vikářem české části řezenské diecéze se sídlem v Praze. Působil tam pravděpodobně až do zavraždění svatého Václava v roce 935. Za vlády českého knížete Boleslava I. byl Michal pozván do Prahy, aby vysvětil rotundu sv. Víta na Pražském hradě. Vzhledem k politickému napětí však toto pozvání přijal až po dlouhém váhání. Boleslav I. poté svěřil svého syna Strachkvase do péče kláštera sv. Jimrama v Řezně. V té době byl Michal, stejně jako ostatní předešlí řezenští biskupové, opatem právě v klášteře sv. Jimrama. Biskup Michal ovšem negoval snahu Boleslava I. o založení samostatného pražského biskupství, k čemuž došlo až roku 973 za Michalova nástupce Wolfganga.
Michal se zúčastnil války proti Čechám na straně Oty I. Velikého. Též bojoval v bitvě na řece Lechu roku 955 proti kočovným Maďarům. V Řezně byli po potyčce následně oběšeni i dva maďarští vůdci, Bulču a Lél. V dalších bojích byl Michal vážně zraněn, o čemž psal saský kronikář a biskup Dětmar z Merseburku.